# Puxinanã
Puxinanã é um município brasileiro localizado no estado da Paraíba e pertencente à Região Metropolitana de Campina Grande. É conhecida como "a cidade dos lajedos".

## Demografia
Sua população em 2011 foi estimada pelo IBGE (Instituto Brasileiro de Geografia e Estatística) em 12 995 habitantes, distribuídos em 73 km² de área. A maioria de seus habitantes residem na zona rural, caracterizando-o como um município de aspecto agropecuário.

## Etimologia
Etimologicamente, o nome do município vem do tupi puxi–nanã e significa "ananás incomestível", em referência ao fruto da bromélia, semelhante a um abacaxi.

## Características
Em questão a religiosidade, os destaques são as duas principais vertentes do cristianismo, como o catolicismo, tendo como templo a "Igreja Nossa Senhora do Carmo" (maioritariamente professada pela população) e o protestantismo, destacando-se a igreja evangélica Assembleia de Deus, cujo número de adeptos cresce em ritmo acelerado. A festa da padroeira do município ocorre no dia 16 de julho, na qual anualmente são realizados diversos eventos durante a semana, entre eles, "MotoMaria" (Procissão feita por motos), desfile de moda frio com as lojas da cidade, Exposição de artesanatos, quermesses e o Baile das Flores, onde uma boneca (moça) representa uma flor em cada comunidade pertencente à Paróquia, no encerramento tem uma chuva de pétalas para Nossa Senhora do Carmo e uma procissão com um andor da imagem peregrina da santa, por algumas ruas do município. Muitas pessoas mostram aos jovens aspectos de uma tradição antiga, que é a de enfeitar a porta das casas onde a imagem irá passar.
O município desfruta de um comércio razoável, que permite o suprimento de necessidades fundamentais aos moradores, oferecendo-lhes uma qualidade de vida razoavelmente boa, se comparada com cidades de mesmo porte e da mesma região.
Em 2008, o município se encontrava com um grave problema de falta de água, pois não choveu suficiente para reparar a perda de água do açude que, por não ter sido alimentado pela sangria das barragens superiores, ameaçou atingir o estado de calamidade pública. O açude esteve em estado de observação com apenas 6,7% de volume total. Se esse valor baixar para 5% o açude entra em situação crítica.
A Estação Ferroviária de Puxinanã foi uma estação ferroviária localizada no município de Puxinanã, que até 1961 fazia parte de Campina Grande, na Paraíba. O Trecho entre Campina Grande e Puxinanã foi inaugurado em 4 de abril de 1951 a estação foi demolida nos finais do século XX. Hoje apenas se encontram resquícios do que foi, como placas de "para, olhe e escute" e pedaços da linha do trem. Há comentários da população mais velha sobre a antiga linha de trem.

## Geografia
O município está incluído na área geográfica de abrangência do semiárido brasileiro, definida pelo Ministério da Integração Nacional em 2005.